# 亞斯納波利亞納 (日托米爾區)
50°30′18″N 28°11′59″E / 50.50500°N 28.19972°E

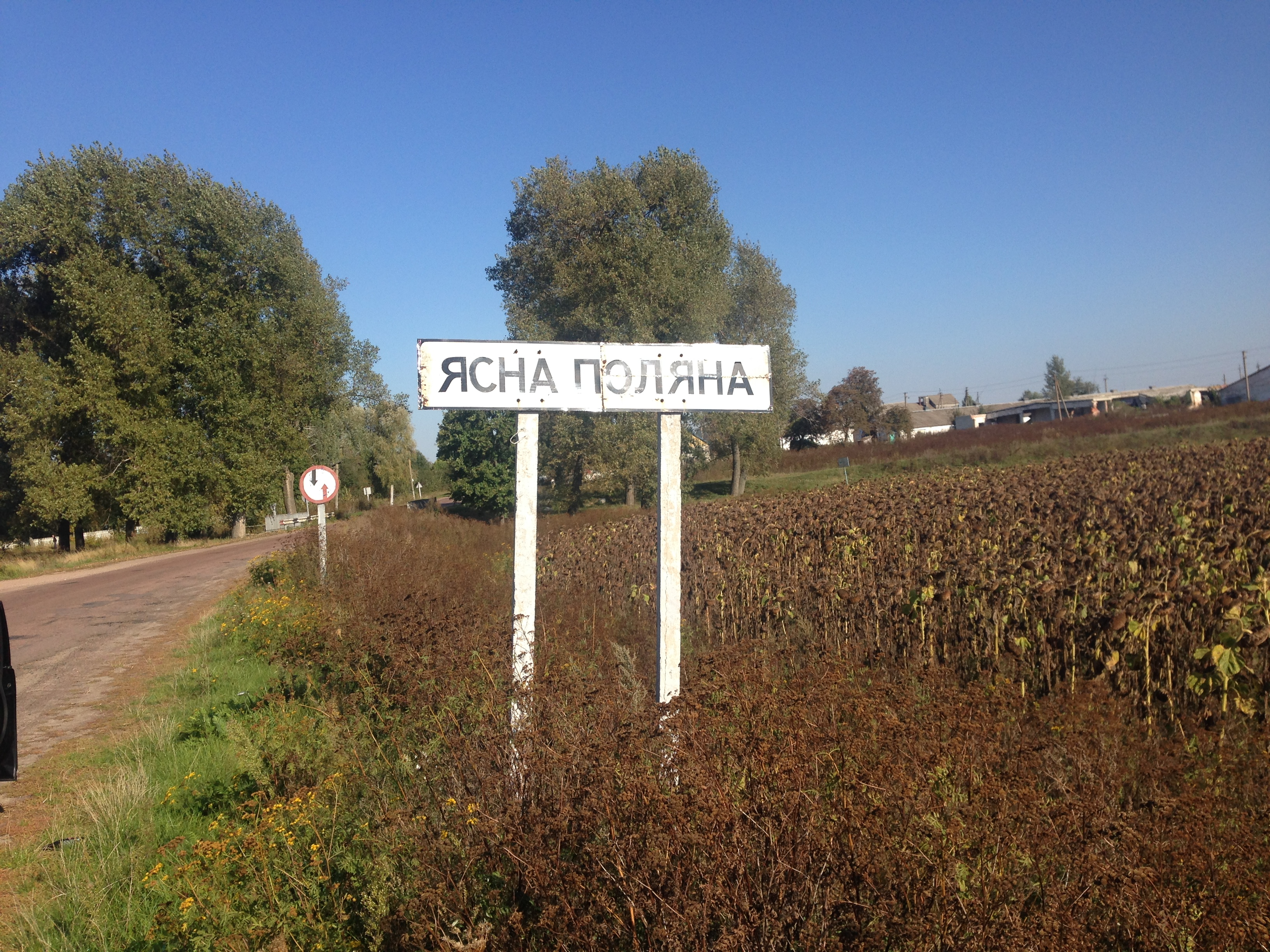
路牌

亞斯納波利亞納（烏克蘭語：Ясна Поляна），是烏克蘭北部日托米爾州日托米爾區普利内市镇的村落。始建於1689年，面積3.29平方公里，海拔高度216米，2001年人口681，人口密度每平方公里207.18人。